# Резервный корпус (Великая армия)
Резервный корпус Великой армии (фр. Corps de la réserve) — образован Наполеоном 5 мая 1807 года. Командиром корпуса был назначен маршал Ланн, прибывший из Франции после лечения. Расформирован 12 июля 1807 года после заключения Тильзитского мира.

## Состав корпуса
- 1-я пехотная (сводная) дивизия (дивизионный генерал Николя Удино)
- 2-я пехотная дивизия (дивизионный генерал Жан-Антуан Вердье)

## Командование корпуса

### Командующие корпусом
- маршал Жан Ланн (5 мая 1807 – 12 июля 1807)
- дивизионный генерал Николя Удино (12 июля 1807 – 23 мая 1809)

### Начальники штаба корпуса
- дивизионный генерал Жан-Батист Друэ д’Эрлон (29 мая 1807 – 22 октября 1807)
- бригадный генерал Жак Пюто (22 октября 1807 – 25 июня 1808)

### Командир артиллерии корпуса
- полковник (с 21 июня 1807 – бригадный генерал) Александр Навле (5 мая – 12 июля 1807)